# Harold L. Ickes
Harold Lill Ickes (ur. 15 marca 1874 w Altoona w Pensylwanii, zm. 3 lutego 1952 w Waszyngtonie) – amerykański polityk.
Służył jako Sekretarz Departamentu Zasobów Wewnętrznych Stanów Zjednoczonych przez 13 lat, od 1933 do 1946, będąc najdłużej na tym stanowisku w historii.
Był jedną z dwóch osób będących członkami gabinetu Roosevelta przez całą jego prezydenturę.
Był zaangażowany w realizację New Deal. Od 1933 do 1939 odpowiadał za program robót publicznych. Dał się poznać jako krytyk hitleryzmu.